# Tadeusz Nalepa
Tadeusz Nalepa, (Zgłobień, 1943. augusztus 28. – Varsó, 2007. március 4.) lengyel gitáros, énekes, dalszerző.

## Pályafutása
Nalepa a Music Academy in Rzeszów-on végzett hegedű, klarinét és nagybőgő szakon. 1963-ban Szczecinben a második lett a „Festival of Young Talents”-en  a duettek kategóriában Mira Kubasinska-val.
1965-ben Stan Borysszal megalapította a Blackout zenekart. Dalokat komponált Bogdan Loebl szövegeire. A Blackout első koncertje 1965. szeptember 3-án volt Rzeszówban. Egy album is született Blackout-tal. A zenekar 1967-ben feloszlott. 1968-ban megalakította a Breakout-ot, amely 13 évig létezett, mielőtt 1981-ben feloszlott. A Breakout 10 albumot adott ki.
1982-ben szólistaként debütált a varsói Gwardia Hallban. Ugyanebben az évben felvett egy albumot Izabela Trojanowska számára. Megalapította saját zenekarát: Ryszard Olesinski (gitár), Piotr Nowak (gitár), Bogdan Kowalewski (basszus) és Marek Surzyn (dob).
1985. május 25-én Nalepa − az együttes 20. évfordulóján − újjáalpította a Breakout-ot.
1986-ban a Jazz Forum magazin a legjobb zenésznek, zeneszerzőnek és gitárosnak választotta. A többi díjazott mellett részt vett a „Blues/Rock Top '86” című koncertsorozatban. Ezzel egyidőben egy lengyel rockegyüttessel, a Dżem-mel  kezdett együttműködni. Kiadták a sikeres „Numero Uno” albumot.
Külföldi koncertsorozatai után Nalepa egy duplaalbumot adott ki "To mój blues (My Blues") címmel 1982 és 1988 közötti felvételeiből. 1993-ban a Breakouttal lépett fel, és kiadtak egy című albumot, Ugyanebben az évben a Lengyel Rádió III. műsora Maria Jurkowska-díjjal jutalmazta. A 2006-ban megjelent születésnapi DVD-je 2003-as műsort tartalmazott.
2003-ban Nalepa megkapta a Polonia Restituta Lovagkeresztjét. Nalepa 2007. március 4-én halt meg súlyos emésztőrendszeri betegségben.

## Albumok
- Na drugim brzegu tęczy (1969)
- 70a (1970)
- Blues (1971)
- Mira (1972)
- Karate (1972)
- Ogień (1973)
- Kamienie (1974)
- NOL (1976)
- ZOL (1979)
- Żagiel Ziemi (1980)
- Tadeusz Nalepa (1985)
- Tadeusz Nalepa promotion After Blues (1985)
- Live 1986 (1986)
- Sen szaleńca (1987)
- Numero Uno (with Dżem) (1987)
- To mój blues vol. I + II (1991)
- Absolutnie (1991)
- Jesteś w piekle (1993)
- Pożegnalny cyrk (1994)
- Najstarszy zawód świata (1995)
- Flamenco i blues (1996)
- Zerwany film (1999)
- Dbaj o miłość (compilation) (2001)
- Sumienie (2002)
- 60 urodziny (2006)
- 1982–2002 (box of 13 CDs) (2006)

## Filmzene
- 1979: Justyna
- 1991: Śmierć dziecioroba
- 2019: Zabij to i wyjedź z tego miasta

## Díjak
- 1991: Díj az „Egy gyermek halála” című film zenéjéért a lengyel játékfilmfesztiválon
- 2003: A Polonia Restituta Lovagkeresztje
- 2005: Gloria Artis aranyérem
- 2021: Lengyel Filmdíj az „Öld meg és hagyd el ezt a várost” című film zenéjéért

## Fordítás
Ez a szócikk részben vagy egészben  a   Tadeusz Nalepa című angol Wikipédia-szócikk ezen változatának fordításán alapul.  Az eredeti cikk szerkesztőit annak laptörténete sorolja fel. Ez a jelzés csupán a megfogalmazás eredetét és a szerzői jogokat jelzi, nem szolgál a cikkben szereplő információk forrásmegjelöléseként.